# Tuukka
Tuukka ist ein männlicher Vorname, der vor allem in Finnland vergeben wird. Zur Herkunft gibt es zweierlei Theorien: Zum einen könnte es sich bei Tuukka um die finnische Form von Ture handeln, zum anderen scheint eine Verbindung zu Toke, dem Diminutiv von Thorkild, wahrscheinlich. Beide Varianten haben ihren Ursprung im nordischen Donnergott Thor.

## Namensträger
- Tuukka Kaukoniemi (* 1985), finnischer Skirennläufer
- Tuukka Mäntylä (* 1981), finnischer Eishockeyspieler
- Tuukka Rask (* 1987), finnischer Eishockeytorwart
- Tuukka Salonen (* 1977), finnischer Fußballspieler